# Brdo pri Kranju
Brdo pri Kranju (deutsch Egg bei Krainburg) ist ein nordwestlich der slowenischen Hauptstadt Ljubljana (deutsch: Laibach) gelegener kleiner Ort in der Oberkrain im Gemeindegebiet der Stadt Kranj (deutsch: Krainburg) mit einem Renaissanceschloss und großen Parkanlagen.

## Lage
Brdo befindet sich etwa zehn Kilometer vom internationalen Flughafen Ljubljana Brnik und knapp 30 Kilometer von Ljubljana entfernt.

## Schloss Brdo

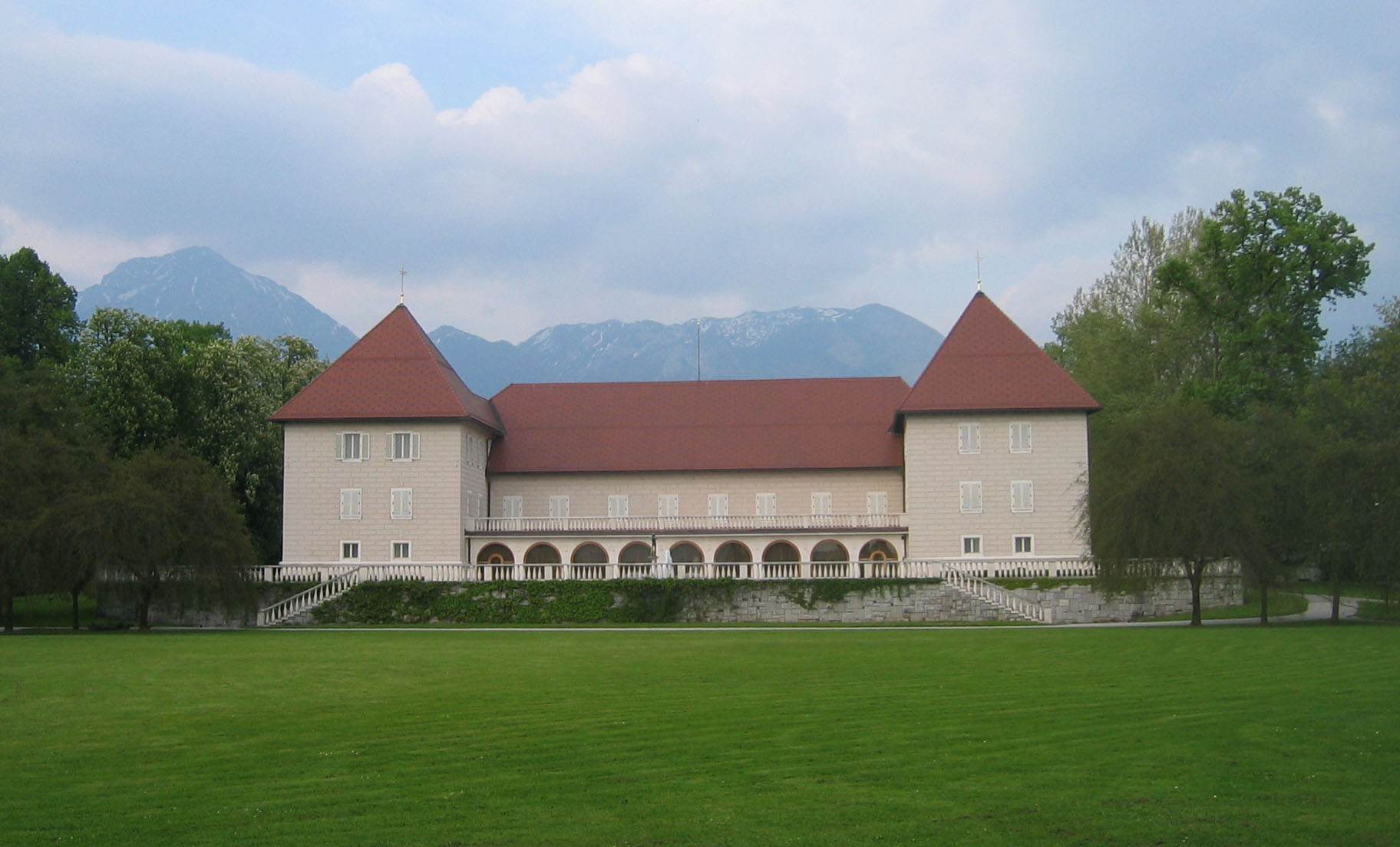
Schloss Brdo pri Kranju

Das heutige Schloss Brdo wurde um 1510 von dem Krainer Adeligen Georg (Jurij) Egkh erbaut, dem Generalverwalter der Habsburger Besitzungen im Herzogtum Krain. Es wurde ursprünglich im Stil der Renaissance errichtet, aber seitdem häufig umgestaltet. Im 18. Jahrhundert erwarb Familie Zois das Schloss, und bis 1928 blieb es in deren Besitz (siehe: Michelangelo von Zois). Anschließend residierte dort u. a. die jugoslawische Königsfamilie.
Nach der kommunistischen Machtergreifung 1945 in Jugoslawien wurde das Schloss konfisziert und diente fortan Josip Broz Tito, bis 1953 Ministerpräsident, dann bis zu seinem Tod Staatspräsident, als Sommerresidenz.
Nach Titos Tod im Jahre 1980 ging das Anwesen in das Eigentum der Sozialistischen Republik Slowenien und nach der Unabhängigkeitserklärung Sloweniens am 25. Juni 1991 auf diesen neuen Staat über.

### Nutzung
Ein neues Kongresszentrum inmitten des Schlossparks dient der Regierung der Republik Slowenien als „Protokolarobjekt“, in dem wichtige internationale Konferenzen stattfinden. So beherbergte das Schloss beispielsweise im Jahr 1996 die IV. Alpenkonferenz. Während der slowenischen EU-Ratspräsidentschaft im ersten Halbjahr 2008 wurde es intensiv für informelle EU-Treffen sowie für den EU-USA Gipfel genutzt, bei dem unter anderem US-Präsident George W. Bush mit den europäischen Staats- und Regierungschefs zusammentraf.
Zudem erlangt dieser Ort zunehmend auch touristische Bedeutung. Das Schloss Brdo beherbergt heute u. a. eine Vinothek und eine wertvolle Sammlung von Werken bekannter Bildhauer. Die makellosen Parkflächen präsentieren sich als eine Schatzkammer der aristokratischen Krainer Geschichte. Daneben finden sich ein Hippodrom, eine Reitschule, ein weitläufiger Golfplatz und mehrere Fischteiche.